# Twarde Źródło
Twarde Źródło (česky Tvrdý pramen) je pramen, zdrojnice říčky Białka. Nachází se v Bystřických horách na polském území, jihozápadně od obce Polanica-Zdrój v okrese Kladsko, v Dolnoslezském vojvodství. Pramen leží v lese v nadmořské výšce 802 m n. m. přibližně 50 metrů západně od souběhu cyklotrasy ER2 se zelenou a modrou turistickou značkou na severozápadním úbočí hory Biesiec. Vytéká jihozápadním směrem z kamenné nádržky zhotovené v roce 1877. Białka protéká mírným svahem mokřadů smrkového lesa, západním směrem na přírodní rezervaci Torfowisko pod Zieleńcem, kde se v nadmořské výšce přibližně 750 m n. m. na okraji rašeliniště Czarne Bagno vlévá do Divoké Orlice. Navzdory názvu pramene se jedná o měkkou, slabě mineralizovanou vodu. Na vnitřní stěně je vytesán nápis Hartig'sborn, v překladu Hartigova studánka (příp. studánka Hartigů). 

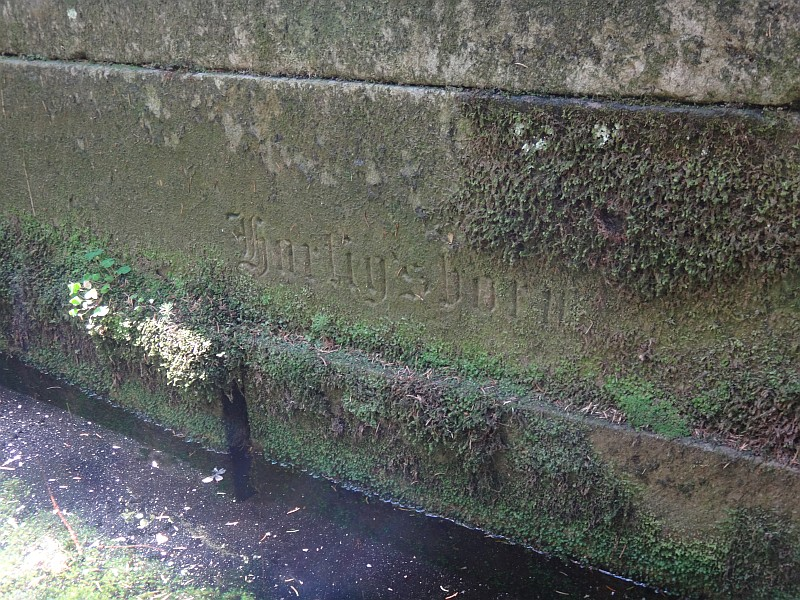
Hartig'sborn - the name of the spring engraved on the inner side of the spring curb

Vydatnost: cca 100 ml/s.